# Attentats liés à l'insurrection islamiste au Pakistan
 (décembre 2015).
Les attentats au Pakistan font notamment suite au débordement à l'ensemble du Pakistan de l'insurrection islamiste dans le Nord-Ouest, à l'origine centrée dans les régions tribales et la province de Khyber Pakhtunkhwa. Ce conflit oppose l'armée pakistanaise à des mouvements islamistes armés comme le Tehrik-e-Taliban Pakistan (talibans pakistanais) ou le Tehrik-e-Nifaz-e-Shariat-e-Mohammadi ainsi que diverses mouvances pakistanaises, épaulés par des combattants étrangers. Le conflit a commencé en 2004 au Waziristan, lorsque la tension accumulée à la suite de la traque d'éléments d'Al-Qaïda par l'armée pakistanaise dégénère en résistance armée de la part de tribus locales.
En 2005, 254 attaques rebelles sont recensées. En 2009, on note un total de 3 816 attaques rebelles dont 86 attentats-suicide (52 dans le Khyber Pakhtunkhwa, 15 au Pendjab, 8 à Islamabad, 7 dans les régions tribales, 2 au Baloutchistan et 2 au Azad Cachemire) selon le New America Foundation's Counterterrorism Strategy Initiative.

## Statistiques en date de 2011
| Rang | Nombre de morts | Date              | Villes                            | Province / régions             | Cible                                  | Revendication             | Article détaillé      |
| ---- | --------------- | ----------------- | --------------------------------- | ------------------------------ | -------------------------------------- | ------------------------- | --------------------- |
| 1er  | 139 morts       | 18 octobre 2007   | Karachi                           | Sind                           | Benazir Bhutto et ses partisans        | Aucune                    | Voir article détaillé |
| 2e   | 117 morts       | 28 octobre 2009   | Peshawar                          | Khyber Pakhtunkhwa             | Marché                                 | Aucune                    |                       |
| 3e   | 110 morts       | 10 octobre 2008   | campagne - (agence d'Orakzai)     | Régions tribales               | Réunion chiite anti-talibane           |                           |                       |
| 4e   | 105 morts       | 1er janvier 2010  | Lakki Marwat                      | Khyber Pakhtunkhwa             | Foule                                  | Aucune                    |                       |
| 5e   | 104 morts       | 9 juillet 2010    | Yakaghund (agence de Mohmand)     | Régions tribales               | Jirga                                  | Tehrik-e-Taliban Pakistan |                       |
| 6e   | 98 morts        | 13 mai 2011       | Shabqadar (district de Charsadda) | Khyber Pakhtunkhwa             | Recrues des Frontier Constabulary      | Tehrik-e-Taliban Pakistan | Voir article détaillé |
| 7e   | 86 morts        | 28 mai 2010       | Lahore                            | Pendjab                        | Mosquées d'obédience ahmadite          | Tehrik-e-Taliban Pakistan | Voir article détaillé |
| 8e   | 73 morts        | 3 septembre 2010  | Quetta                            | Baloutchistan                  | Manifestation chiite pro-Palestinienne | Tehrik-e-Taliban Pakistan |                       |
| 9e   | 70 morts        | 21 août 2008      | Wah                               | Pendjab                        | Usine de production militaire          | Tehrik-e-Taliban Pakistan |                       |
| 10e  | 66 morts        | 5 novembre 2010   | Akhurwall                         | Khyber Pakhtunkhwa             | Mosquée                                | Aucune                    |                       |
| 11e  | 59 morts        | 12 mars 2010      | Lahore                            | Pendjab                        | Marché et convoi militaire             | Tehrik-e-Taliban Pakistan |                       |
| 12e  | 57 morts        | 21 décembre 2007  | Charsadda                         | Khyber Pakhtunkhwa             | Aftab Ahmad Sherpao et ses partisans   |                           |                       |
| 13e  | 54 morts        | 20 septembre 2008 | Islamabad                         | Territoire fédéral d'Islamabad | Hôtel touristique                      | Aucune                    | Voir article détaillé |

## Chronologie

### 2004
- 15 mars 2004 : le président Pervez Musharraf annonce qu'un Libyen, membre d'Al-Qaïda, a essayé de l'assassiner deux fois en décembre 2003, et qu'il a depuis été arrêté[2]. Le Libyen aurait été hébergé dans les régions tribales du Pakistan[3].
- mars 2004 : bataille de Wana dans le Waziristan du Sud. Le 25 mars 2004, le gouvernement pakistanais annonce que 49 soldats et 55 insurgés ont été tués[2].
- avril 2004 : une trêve est conclue avec le chef taliban Nek Mohammed, qui est en échange amnistié.
- juin 2004 : la trêve avec Nek Mohammed ayant été rompue en raison de son incapacité à transférer aux autorités pakistanaises des éléments étrangers.
- 18 juin 2004, première frappe d'un drone de combat RQ-1 Predator ou MQ-9 Reaper[4] de la CIA tuant Nek Mohammed[5].

### 2005
- 2005 : 254 attaques sont recensées par le New America Foundation's Counterterrorism Strategy Initiative.
- 8 février 2005 : accord de cessez-le-feu entre les autorités pakistanaises et Baitullah Mehsud, l'un des chefs talibans du Waziristan[6]. Le cessez-le-feu dure jusqu'en juillet 2005.
- 1er décembre 2005, une seconde frappe d'un drone américain tue Abu Hamza Rabia à l'origine de plusieurs attentats contre Pervez Musharraf.

### 2006
- 13 janvier 2006 : des missiles lancés par un drone Predator de la CIA visant des dirigeants d'Al-Qaïda tuent 17 civils dans le village de Damadola, dans la zone tribale Bajaurau située près de la frontière[7]. Au total, en 2006, trois frappes de drones tuent 120 membres d'Al-Qaida, des talibans et vingt civils.

### 2007

#### Mars - avril
- 2007, cinq frappes en territoire pakistanais tuant 73 membres d'Al-Qaida et des talibans.

#### Juillet - décembre

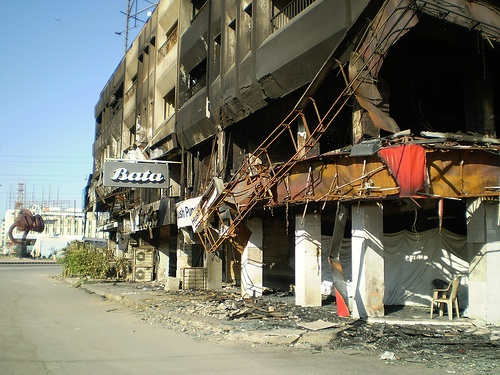
Bâtiments endommagés par des émeutes qui ont suivi l'attentat à Karachi dirigé contre Benazir Bhutto le 18 octobre 2007.

- Juillet 2007 : assaut de la Mosquée rouge.
- 19 juillet 2007 : trois attentats-suicides dans la province de Khyber Pakhtunkhwa font 54 morts, dont plus de 20 soldats ou policiers[8].
- Fin 2007 : constitution du Tehrik-e-Taliban Pakistan, dirigé par Baitullah Mehsud.
- Octobre-décembre 2007 : début de la première bataille de Swat.

- 18 octobre 2007 : un attentat manqué visant Benazir Bhutto tue 140 personnes et en blesse 450 autres à Karachi. C'est le plus meurtrier attentat à la bombe de l'histoire du Pakistan avec 139 morts et 450 blessés, en grande partie des partisans de la politicienne. Cet attentat n'a pas réussi à atteindre Benazir Bhutto qui est revenue au pays le jour même pour participer aux élections législatives.
- 21 décembre 2007 : un attentat-suicide en pleine cérémonie de l'Aïd el-Kebir dans une mosquée à Charsadda, dans la province de Khyber Pakhtunkhwa, fait au moins 56 morts[8].
- 27 décembre 2007 : assassinat de Benazir Bhutto à Rawalpindi, près d’Islamabad[9]. Benazir Bhutto, ancienne Premier ministre du Pakistan, et alors chef de l'opposition, participait à un meeting de son parti, le Parti du peuple pakistanais. Elle faisait campagne pour les élections législatives de 2008 qui devaient se dérouler le 8 janvier 2008, soit 13 jours plus tard.  L'attentat fait au total 24 morts, et Benazir Bhutto, transférée vers l'hôpital le Rawalpindi General Hospital, décède officiellement à 18 h 16 heure locale, soit 13 h 16 UTC. Elle avait échappé à un attentat similaire le 18 octobre 2007 à Karachi, qui fit lui plus de 100 morts, le jour même de son retour au Pakistan. Partie en exil à Dubaï puis à Londres à partir de 1998, elle est revenue dans son pays à la suite d'un accord avec le président Pervez Musharraf.  La responsabilité de l'attentat et les causes exactes de la mort de Benazir Bhutto sont sujets à polémique. Al-Qaïda a revendiqué l'attentat. Selon le gouvernement du président Pervez Musharraf, un groupe taliban local lié à cette organisation serait responsable de l'attentat, mais un représentant de ce groupe a ensuite démenti. Selon les proches de Bhutto, les services de renseignement pakistanais de l'Inter-Services Intelligence seraient liés à l'attentat, dont le contrôle échappe au gouvernement pakistanais. Dans son rapport d'enquête sur les faits et les circonstances du décès de Benazir Bhutto, l'ONU remet en cause le gouvernement pakistanais de l'époque de ne pas avoir pris les mesures de sécurité qui s'imposaient. Le 20 août 2013, l’ex-président pakistanais Pervez Musharraf est formellement accusé du meurtre de Benazir Bhutto: «Il a été accusé de meurtre, de complot criminel pour meurtre et d’avoir facilité l’assassinat» a déclaré le procureur Chaudhry Azha[10].

### 2008
- 18 février 2008 : élections législatives, remportées par le Parti du peuple pakistanais (PPP) et la Ligue musulmane du Pakistan (N), qui forment un gouvernement de coalition.
- 29 mars 2008 : le nouveau premier ministre, Youssouf Raza Gilani (PPP), appelle le mouvement des talibans au dialogue politique, leur demandant de déposer les armes et de rejoindre la vie politique.
- 23 avril 2008 : le chef tribal pachtoune, Baitullah Mehsud, soupçonné d'avoir fait assassiner Benazir Bhutto en décembre 2007, « donne l'ordre à tous les militants du Tehrik-e-Taliban de cesser leurs activités armées », alors que le nouveau gouvernement s'engage dans un processus de paix avec les combattants des zones tribales.
- 18 mai 2008 : l'ambassadeur du Pakistan en Afghanistan, Tarik Azizuddin (en), enlevé le 11 février 2008, est libéré par les talibans. D'abord prisonnier d'un groupe de bandits, il a ensuite été cédé aux hommes de Baitullah Mehsud. La libération aurait été faite contre la libération de quarante talibans prisonniers du gouvernement[11].
- 14 juin 2008 : le président afghan Hamid Karzai adresse au Pakistan une mise en garde et revendique le droit d'aller dans les zones frontalières pour « y détruire les repaires de terroristes ».
- 21 août 2008 : un double attentat-suicide à Wah (en) contre le Pakistan Ordnance Factories, qui produit des armes pour l'armée pakistanaise. Plus de 70 morts. Revendiqué par un porte-parole taliban en tant que rétorsion contre l'offensive dans les zones tribales[12],[13].
- 18 août 2008 : démission du Président Pervez Musharraf.
- 23 août 2008 : attentat-suicide à Charbagh Tehsil, dans la vallée de Swat. Au moins 20 morts. Revendiqués par le Tehrik-e-Taliban Pakistan[14]. Troisième attentat depuis l'annonce de la démission du général-président Pervez Musharraf, le 18 août 2008[14].

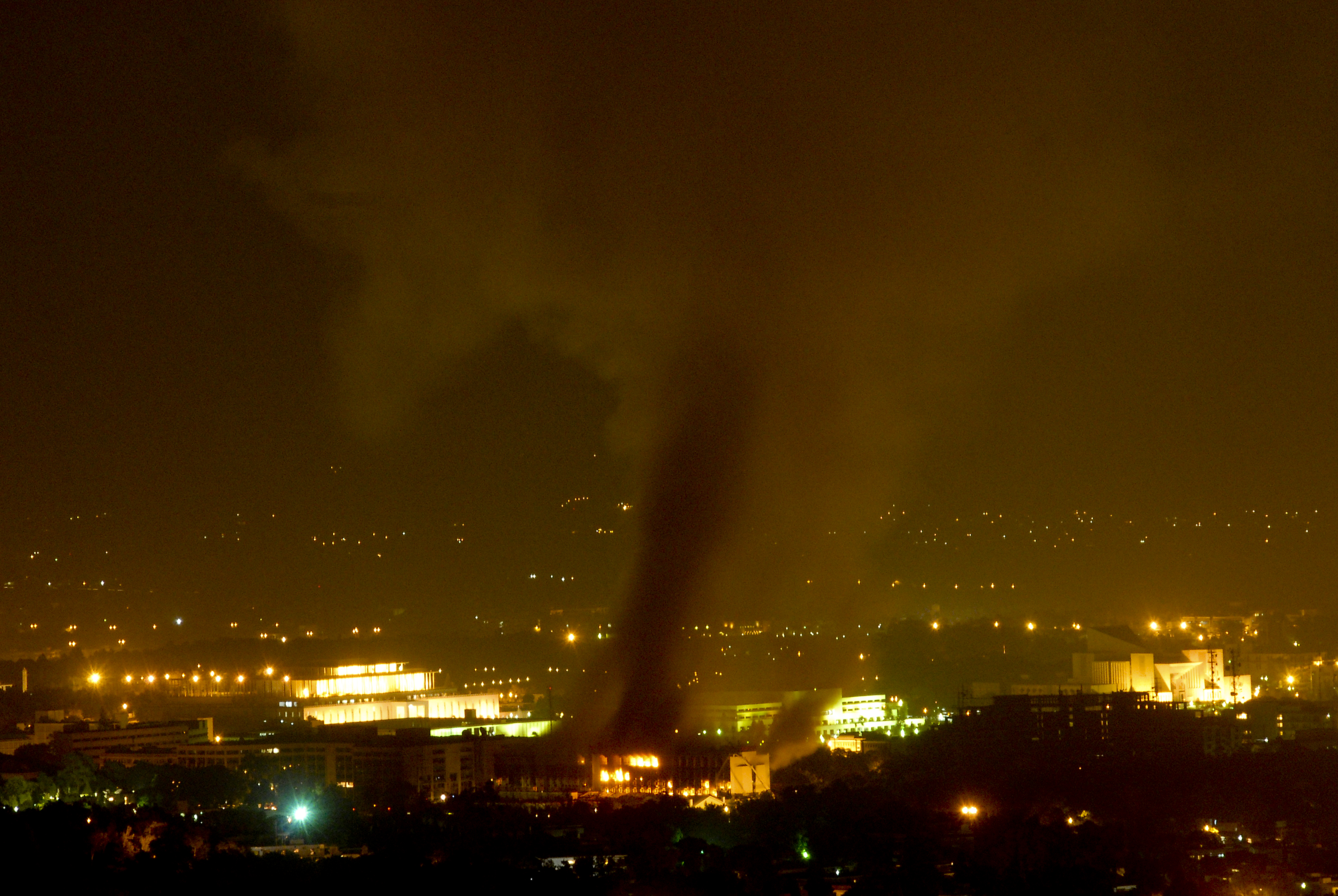
Attentat de l'hôtel Marriott d'Islamabad le 20 septembre 2008.

- 20 septembre 2008 : l'attentat de l'hôtel Marriott d'Islamabad fait 55 morts dont 2 Américains, 1 Vietnamien et l'ambassadeur de la République tchèque au Pakistan, et 266 blessés selon un bilan communiqué par la police[15]. L'attentat a été revendiqué le 22 septembre par un groupe appelé les Fedayin de l'Islam. Il survient dans un contexte de violences des semaines précédentes à la suite des offensives de l'armée contre l'insurrection islamiste dans le nord-ouest du pays.
- 10 octobre 2008 : un attentat-suicide à Orakzai (en) fait près de 110 morts.
- 31 octobre 2008 : mort de l'Égyptien Abou Jihad al-Masri, tué par un tir de missiles américain dans le nord-ouest du Pakistan. Le département d'État des États-Unis le décrivait comme le responsable « chargé des médias et de la propagande d'Al-Qaïda »[16]. Depuis 2002, 1 300 soldats ont été tués dans les opérations militaires dans le nord-ouest du Pakistan, et les attentats attribués ou revendiqués par les islamistes ont fait 1 300 morts depuis juillet 2007[16].
- 20 novembre 2008 : l'armée pakistanaise mène une offensive contre des groupes de talibans étrangers dans le district tribal de Baujar près de la frontière avec l'Afghanistan. Quatre positions ont été bombardées et 17 talibans ont été tués, dont quatre chefs (qui seraient en majorité d'origine ouzbek). Ils étaient soupçonnés d'être impliqués dans des meurtres et enlèvements récents de miliciens tribaux hostiles aux talibans[17].

- 5 décembre 2008 : un attentat à la bombe à Peshawar fait environ 30 morts et en blessant plus de 100 autres. Un attentat à la voiture piégée frappe la ville de Peshawar au Pakistan. Le chef de la police locale, Naveed Khan, a affirmé que les produits chimiques destinés à accroître la propagation du feu étaient contenus dans la bombe. L'attentat a, par ailleurs, détruit un hôtel, une mosquée, et mis le feu à plusieurs magasins.
- 2008 : Au cours de l'année, 36 frappes de drones américains en territoire pakistanais tuent 286 Taliban, membres d'Al-Qaida et 31 civils.

### 2009
Pour l'année 2009, un total de 3 816 attaques rebelles dont 86 attentats-suicide (52 dans Province de la Frontière-du-Nord-Ouest, 15 au Pendjab, 8 à Islamabad, 7 dans les régions tribales, 2 au Baloutchistan et 2 au Azad Cachemire) selon le New America Foundation's Counterterrorism Strategy Initiative

#### Janvier-avril
- 22 janvier : des commandos pakistanais capturent Zabi al-Taifi, militant d'Al-Qaïda de nationalité saoudienne, avec l'aide de la CIA, près de Peshawar[18]. Al-Taifi serait soupçonné d'avoir été lié aux attentats du 7 juillet 2005 à Londres.
- 7 février : des talibans décapitent le géologue polonais Piotr Stańczak (en), capturé en septembre 2008 dans le nord-ouest du Pakistan[19].
- 16 février : accord entre le gouvernement de la province de Khyber Pakhtunkhwa et le maulana Soofi Mohammed, fondateur du Tehrik-e-Nifaz-e-Shariat-e-Mohammadi, pour l'application de la justice « en vertu de la charia » dans le district de Malakand (voisin du district de Swat)[20].
- 24 février : arrestation de Abu Sufyan al-Yemeni, militant yéménite d'Al-Qaida, à Quetta, capitale du Baloutchistan, par les autorités pakistanaises. En mai 2009, il était détenu par l'ISI, les services secrets pakistanais[18].
- avril 2009 : un comité du Parti national Awami (ANP), parti politique laïc et pachtoune, vote une résolution saluant l'accord signé avec le Tehrik-e-Nifaz-e-Shariat-e-Mohammadi, qui réclame l'application de la sharia, considérant qu'il s'agit d'une étape dans le rétablissement de l'ordre dans le district de Malakand, dans la province de Khyber Pakhtunkhwa. L'ANP regrette que le Parti du peuple pakistanais (PPP, centre-gauche) retarde l'application de la réglementation Nizam-e-Adl, promulgué le 13 avril 2009 et qui établit la sharia dans le district de Malakand[21].
- 26 avril : début de l'Opération Black Thunderstorm de l'armée pakistanaise.

#### Mai
- 5 mai : début de l'offensive de l'armée pakistanaise dans la vallée de Swat (Seconde bataille de Swat), en réponse à la rupture du cessez-le-feu par les talibans.
- 23 mai : offensive pakistanaise dans la plus grande ville de la vallée de Swat, Mingora[22]. Plus de 2 000 000 de déplacés internes dans le district de Swat depuis le début de l'offensive[22], ce qui en fait la plus grande migration interne depuis la partition de 1947. Washington a accordé une aide de 10 millions de dollars pour les réfugiés[23], mais la plupart font appel à l'hospitalité privée et au Pachtounwali, le code de l'honneur pachtoune qui oblige les hôtes à accueillir et nourrir leurs invités aussi longtemps qu'ils restent[24].
- 28 mai : attaque coordonnée à Peshawar (attentat, tirs à partir des toits, et deux attentats-suicides). Treize morts[25]. Environ 250 personnes ont été tuées par les insurgés, dans le nord-ouest du Pakistan, depuis le début de l'année, selon les statistiques de la police[25].
- 30 mai : l'armée pakistanaise reprend le contrôle de Mingora[26].

#### Juin
- 1er juin : enlèvement de 80 élèves d'un collège militaire par les talibans dans le Nord-Waziristan. L'armée pakistanaise les libère le lendemain[27]. Depuis l'automne 2008, les attaques de drone pilotées par le Pentagone ont éliminé environ la moitié d'une vingtaine de militants, considérés comme des cibles importantes par Washington[23]. Quatre ou cinq attaques de drones Predator sont effectuées par mois depuis août 2008; dirigées par la CIA, elles ne sont pas publiquement admises par cette dernière[23]. L'intervention américaine, même en coopération avec les forces armées pakistanaises, suscite toutefois l'opposition d'une grande partie de l'opinion publique pakistanaise[23]. Les militaires pakistanais affirment avoir tué 1 200 insurgés dans le district de Swat en un mois[28]. L'ONU affirme quant à elle n'avoir recueilli qu'un cinquième des 543 millions de dollars requis pour l'aide internationale d'urgence nécessaire pour répondre aux besoins des réfugiés[28].
- 6 juin : deux chefs religieux talibans, Mohammad Alam et Amir Izzat Khan, tous deux arrêtés le 4 juin, sont tués au cours d'une embuscade survenue lors de leur transfert à Peshawar[29]. Alam était un proche de Sufi Muhammad, le fondateur du Tehrik-e-Nifaz-e-Shariat-e-Mohammadi.

- 9 juin : l' attentat au Pearl Continental de Peshawar, au Pakistan fait 17 morts (dont un Serbe travaillant pour l’agence des réfugiés de l'ONU et un Philippin travaillant pour l'UNICEF) et au moins 60 blessés[30]. L’hôtel Pearl Continental est un établissement à cinq étoiles que le gouvernement des États-Unis avait prévu d’acheter pour en faire un consulat. L’explosion, causée par une bombe, a entraîné l’écroulement partiel de l’hôtel et un début d’incendie. Revendiqué par le Fidayeen-e-Islam, un groupe peu connu qui avait déjà revendiqué l'attentat à l'hôtel Marriott d'Islamabad du 20 septembre 2008, l'attentat a eu lieu alors que les opérations militaires contre les talibans se poursuivent.
- 11 juin : l'armée pakistanaise étend son offensive au district de Bannu, frontalier au Waziristan[31].
- 12 juin : l'imam sunnite modéré Sarfraz Ahmed Naeemi est tué dans un attentat-suicide à Lahore. Naeemi avait critiqué les attentats-suicides et soutenait l'offensive contre les talibans[32]. Sa mort a suscité d'importantes manifestations de colère, dont une grève générale à Karachi et une procession funéraire moqueuse pour les talibans organisée par 200 activistes de la Jamat Ahle Sunnat, une organisation sunnite modérée[33]. L'armée a répliqué en tuant 30 militants dans le Waziristan du Sud, et a annoncé le lancement d'une offensive contre le chef taliban Baitullah Mehsud[34].
- 25 juin : Shah Doran, député de Fazlullah est déclaré mort au cours d'une opération menée par les forces de sécurité pakistanaise à Swat[35]. Son décès est confirmé par Muslim Khan, porte-parole officiel des Talibans de Swat. Cependant, ce dernier dément la rumeur selon laquelle Fazlullah aurait été grièvement blessé lors d'une frappe aérienne, affirmant par ailleurs que le leadership des Talibans de Swat n'aurait subi aucune perte majeure au cours de l'offensive[36].

#### Août
- 5 août : Baitullah Mehsud, chef des Talibans pakistanais, est tué par un drone américain.
- 24 août : Hakimullah Mehsud, son cousin, devient le nouveau chef des Talibans pakistanais.
- 21 août : un attentat suicide tue 22 gardes-frontières dans la région de Khyber

#### Septembre
- L'armée a en grande partie repris le contrôle de la vallée de Swat et de la zone tribale pachtoune de Bajaur[37].
- Muslim Khan, porte-parole des talibans pakistanais et quatre chefs de guerre sont arrêtés par l'armée pakistanaise[38].
- Au 31 septembre 2009, 42 frappes de drones américains en territoire pakistanais tuent 404 membres d'Al-Qaida et des talibans et 41 civils[39].

#### Octobre
- On compte plus de 275 attentats à la voiture piégée au Pakistan depuis début 2008. De juillet 2007 à la fin octobre, les attentats, perpétrés pour l'essentiel par le Tehrik-e-Taliban Pakistan (TTP), ont tué plus de 2 300 personnes[40].

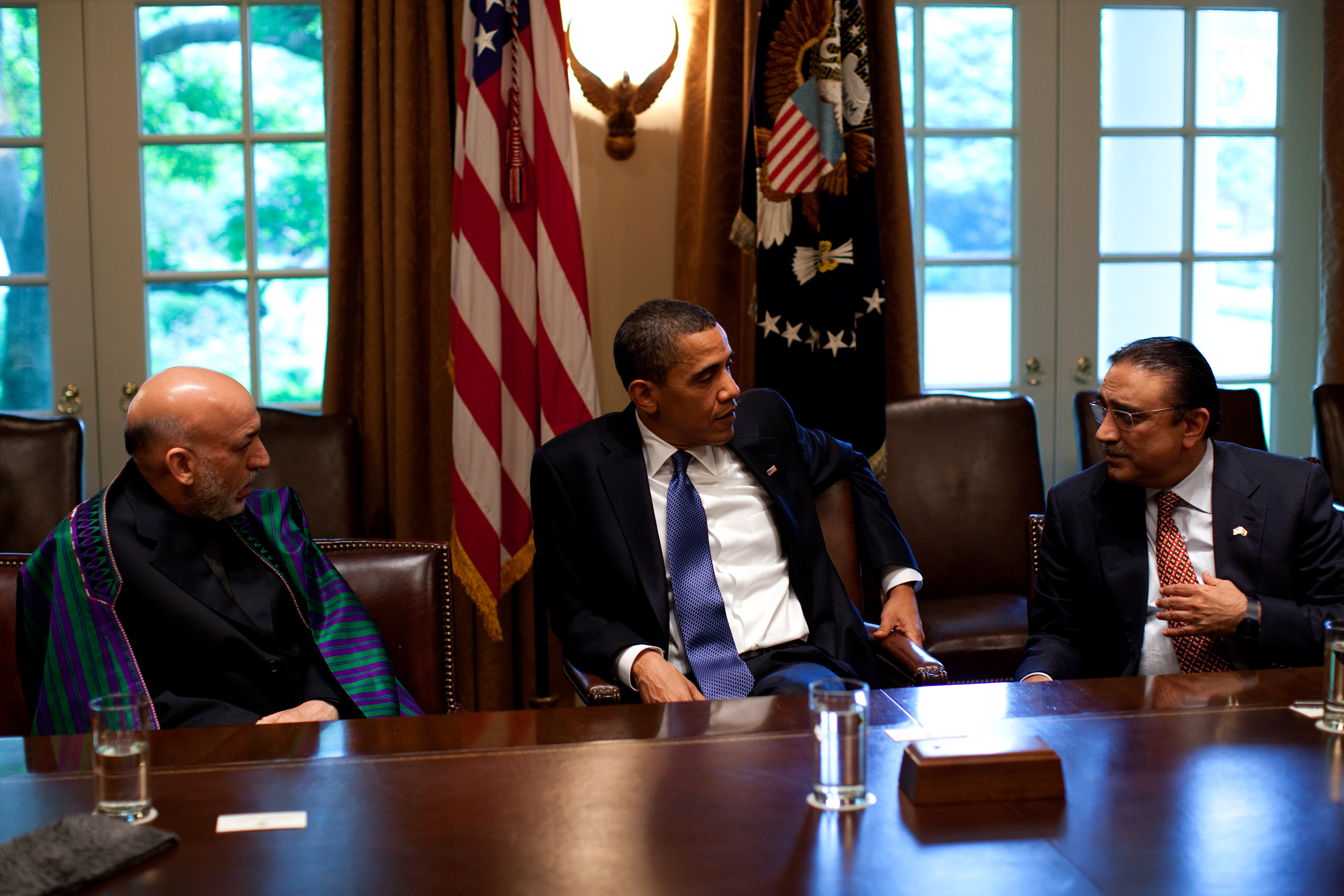
Zardari à Washington avec Barack Obama et Hamid Karzai.

- 5 octobre : attentat-suicide dans une agence de l'ONU à Islamabad, qui tue cinq employés des Nations unies[41].
- 9 octobre : attentat-suicide dans un marché à Peshawar, qui fait au moins 52 morts[41],[42].
- 10 octobre : attaque à la grenade du quartier-général de l'armée pakistanaise à Rawalpindi, attribuée par le gouvernement au Tehrik-e-Taliban Pakistan. Une prise d'otage a eu lieu jusqu'au matin du 11 octobre ou l'assaut des forces spéciales met fin à celle-ci[43].
- 12 octobre :
  - Début d'une série de bombardements aériens prélude à une offensive qui débutera le 17 octobre.
  - Attentat-suicide dans un marché d'Alpuri (en), près de la vallée de Swat, visant un convoi militaire. 45 morts (39 civils et 6 soldats), plus le kamikaze qui aurait été âgé de 13 à 14 ans[41]. C'est le 3e attentat-suicide de la semaine au Pakistan[41].
- 15 octobre : alors que le Pakistan connait plusieurs attaques et attentats par jour, le président des États-Unis Barack Obama signe la Enhanced Partnership with Pakistan Act of 2009 connu sous le nom de plan Kerry-Lugar-Berman offrant une aide non-militaire sous conditions de 1,5 milliard de dollars par an au Pakistan répartie jusqu'en 2014 soit un total de 7,5 milliards[44].
- 16 octobre : attentat-suicide contre un bâtiment des services de renseignement pakistanais à Peshawar, 12 morts dont 3 policiers[45] et plusieurs bases de la police. En une dizaine de jours, les attentats ont fait environ 150 morts à travers le pays[45].
- 17 octobre : lancement de l'offensive au Waziristan du Sud, qui impliquerait 28 000 soldats contre 10 000 talibans pakistanais[40],[46]. Moins d'une semaine plus tard, elle aurait fait 137 morts parmi les insurgés, 18 parmi l'armée pakistanaise, et provoquée l'exil de 120 000 civils[40].
- 20 octobre : double attentat-suicide à l'Université internationale islamique d'Islamabad (en) qui fait, outre les kamikazes, quatre morts[47]. Le gouvernement décide de fermer toutes les écoles du pays pour une durée d'une semaine.
- 22 octobre : un général pakistanais est abattu dans une fusillade dans la capitale[40].
- 23 octobre : une série d'attentats fait 23 morts, près de la base aérienne de Kamra, près d'Islamabad, dans un restaurant de Peshawar et un minibus à Sorandara (district de Mohmand)[40].
- 24 octobre : l’armée pakistanaise annonce avoir pénétré le fief des talibans au Sud-Waziristan[48].
- 28 octobre : 
  - Un attentat à la voiture piégiée fait près de 130 morts dans un marché de Peshawar[49].
  - Hillary Clinton rencontre le ministre des affaires étrangères du Pakistan, Shah Mehmood Qureshi, à Islamabad[50].

#### Novembre
- 2 novembre : un attentat fait 34 morts à Rawalpindi.
- 8 novembre : un attentat à Peshawar tue un député local anti-taliban et 13 autres personnes.
- 9 novembre : un attentat à Peshawar tue 1 policier et 2 civils[51].
- 10 novembre : un attentat fait 34 morts à Charsadda[52].
- 13 novembre : un attentat dirigé contre l'Inter-Services Intelligence fait 10 morts à Peshawar.
- 13 novembre : un attentat à Bannu tue 3 policiers.
- 18 novembre : un attentat à Peshawar tue 3 policiers.
- 19 novembre : un attentat à Peshawar fait 10 morts[53].

#### Décembre
- 1er décembre : un député local du Parti national Awami est tué dans un attentat-suicide dans le district de Swat.

- 4 décembre : attentat à Rawalpindi,  près d'Islamabad, dans une mosquée. La mosquée, située à proximité du quartier général de l'armée pakistanaise, en plein cœur de la zone abritant les casernes et les logements des militaires et de leurs familles[54], est en partie détruite après une double déflagration. Au moins 36 personnes trouvèrent la mort, dont 9 militaires, plus les 4 assaillants, et 70 personnes furent blessées[55],[56]. L'attentat fut revendiqué le 5 décembre par le chef des Talibans au Waziristan du Sud, Wali ur-Rehman[57].
- 7 décembre : un double attentat fait environ 59 morts dans un marché de Lahore[58].
- 8 décembre : un attentat à Multan fait 7 morts[59].
- 12 décembre : le premier ministre Youssouf Gilani annonce la fin de l'offensive au Waziristan du Sud, avant de déclarer que les opérations militaires se poursuivraient[60]. Il annonce dans le même temps une possible intervention terrestre dans l'agence d'Orakzai[60].
- 15 décembre : un attentat fait une vingtaine de morts à Dera Ghazi Khan[61].
- 28 décembre : un attentat lors d'une procession chiite à Karachi tue 43 personnes. C'est le premier attentat à Karachi depuis près de 2 ans. Il a été revendiqué par le Tehrik-e-Taliban Pakistan (TTP)[62].

### 2010

#### Janvier à mars
- 1er janvier : un attentat à la voiture piégée durant un match de volley-ball dans une ville de la province de Khyber Pakhtunkhwa fait 105 morts[63].
- Mi-janvier : Washington annonce le décès de Hakimullah Mehsud à la suite d'une frappe de drones américains le 14 janvier[64],[65]. Son successeur serait Maulvi Noor Jamal. En avril 2010, Hakimullah Mehsud refait surface.
- 30 janvier : un attentat-suicide fait 16 morts dans l'attaque d'un poste de contrôle tenu par l'armée dans l'agence de Bajaur.
- 2 février : attaque la plus importante répertoriée de drones américains sur des camps d'entraînement d'insurgés au Waziristan du Nord avec une dizaine d'appareils[66].
- 3 février : attentat-suicide durant l'inauguration d'une école pour filles dans district de Lower Dir tuant 3 soldats américains (les premiers officiellement morts au Pakistan et qui entraînaient l'unité des gardes-frontières pakistanais) et 5 fillettes[67].
- 5 février : un double attentat à Karachi contre la minorité Chiite tue 25 personnes, un autre attentat est déjoué[68].
- 10 février : 19 policiers sont tués lors d'un attentat suicide contre une patrouille dans l'agence de Khyber.
- 18 février : un attentat contre une mosquée utilisée par des membres du groupe islamiste interdit Lashkar-e-Islam fait 30 morts et 70 blessés. Il semble que cette attaque soit une vengeance entre groupes insurgés.
- 5 mars : un attentat suicide visant un véhicule qui se déplaçait du district d'Hangu vers l'agence de Kurram fait 12 morts.
- 8 mars : un attentat à Lahore visant un bâtiment des services de renseignement de la police fait 13 morts[69].
- 12 mars : un double attentat fait 57 morts à Lahore, parmi lesquels huit personnels de l'armée. Deux kamikazes ont fait exploser leur bombe près d'un marché dans un quartier habité par des militaires[70].
- 13 mars : un attentat-suicide contre un poste de contrôle tenu par l'armée fait 10 morts à Mingora, dans la vallée de Swat.
- 17 mars : une douzaine d'insurgés attaquent un poste de contrôle tenu par l'armée et tue 5 soldats.

#### Avril à juin
- 5 avril : un attentat à Timergara (Lower Dir) lors d'un meeting à ciel ouvert du Parti national Awami fait une quarantaine de morts et 100 blessés[71]. Dans le même temps, plusieurs attaques se produisent à Peshawar.

- 28 mai : Des hommes armés attaquent deux mosquées Darul-ul-Zikr et Bait-ul-Noor, du mouvement religieux Ahmadiyya, simultanément à Lahore faisant plus de 80 morts[72],[73]. Deux commandos ont lancé des grenades, abattu des gardes de sécurité et pris des otages. Certains étaient armés d’une ceinture d’explosifs pour une attaque suicide. Le Tehrik-e-Taliban Pakistan est soupçonné d'être l'auteur de ces actions. Elles ont fait au moins 98 morts et plus de 120 blessés. Elles s'inscrivent dans le contexte de l'offensive d'Orakzai par l'armée pakistanaise.
- Le 1er juillet 2010, une nouvelle attaque se produit à Lahore, deuxième plus grande ville et capitale du Pendjab, dans le mausolée de Data Gunj Bakhsh.

#### Juillet à septembre
- 1er juillet : Deux attentats suicides simultanés à Lahore dans un tombeau d'un saint soufi font 42 morts et 175 blessés[74].
- 9 juillet : Un attentat suicide dans le village de Yakaghund fait 102 morts et 115 blessés[75],[76]
- 15 juillet : Un attentat suicide fait de 5 à 7 morts dans vallée de Swat[77].
- 23 août : trois attentats frappent simultanément les régions tribales. Une bombe explose dans un établissement scolaire dans l'agence de Kurram tuant 7 personnes, puis peu après, une autre bombe tue le chef d'une milice anti-talibane avec deux de ses membres près de Peshawar. Enfin, l'attaque la plus violente tue 26 personnes dans une mosquée du Waziristan du Sud, dont un ancien député de l'Assemblée nationale.
- 1er septembre : une série de trois attentats fait 38 morts à Lahore.
- 3 septembre : un attentat-suicide à Quetta au sein d'une manifestation chiite pro-palestinienne fait 73 morts. L'attaque est revendiquée par les talibans pakistanais. Voir : Attentat de Quetta (2010)
- 6 septembre : 19 personnes sont tuées par un attentat à la voiture piégée devant un poste de police de Lakki Marwat. 11 policiers et 4 enfants sont tués. Les talibans pakistanais revendiquent l'attaque.
- 7 septembre : un attentat à la voiture piégée devant un poste de police dans la ville de Kohat tue 21 personnes.
- 9 septembre : une bombe posée sur le bord de la route tue 10 personnes qui voyageaient dans une camionnette dans l'agence de Kurram.

#### Octobre à décembre
- 1er octobre : 35 camions sont brulés à Shikarpur, dans le sud du pays[78].
- 4 octobre : environ 20 camions sont incendiés près d'Islamabad[79]
- 6 octobre : près de 50 camions sont incendiés dans deux attaques, dans le district de Nowshera et près de Quetta[80].
- 7 octobre : un double attentat à l'entrée d'un mausolée soufi à Karachi fait 9 morts.
- 9 octobre : 29 camions sont incendiés à 180 kilomètres de Quetta et deux policiers blessés.
- 5 novembre : un attentat dans une mosquée de la province de Khyber Pakhtunkhwa fait plus de 60 morts.
- 6 décembre : un attentat dans l'agence de Mohmand visant une réunion entre chefs tribaux et responsables politiques fait 43 morts.
- 8 décembre : un attentat visant un bus de réfugiés chiites rentrant dans l'agence d'Orakzai fait 19 morts à Kohat.
- 10 décembre : un attentat visant un hôpital privé appartenant à une fondation chiite fait 10 morts à Hangu[81].

### 2011
- 13 mai : Attentat du 13 mai 2011 à Shabqadar.  Le 13 mai 2011, la ville de Shabqadar, dans le district de Charsadda dans la province de Khyber Pakhtunkhwa au nord-ouest du Pakistan, est victime d'un double attentat à l'explosif qui a tué au moins 98 personnes. L'attaque a visé des cadets d'une branche paramilitaire de la police. C'est le sixième attentat le plus meurtrier de l'insurrection. L'attaque est revendiquée par le Tehrik-e-Taliban Pakistan (talibans pakistanais) contre lequel les autorités pakistanaises sont en situation de guerre. Le mouvement prétend ainsi venger la mort d'Oussama ben Laden, tué par un commando américain à Abbottabad le 2 mai.
- 23 mai : Assaut de la base aéronavale de Mehran de 2011 par des Talibans.

### 2013
- 10 janvier 2013 : Les  Attentats de Quetta (2013) à l'encontre de civils chiite font 140 morts

- 16 février 2013 : Attentat du marché de Quetta (2013) contre des chiites duodecimains fait 91 morts et 190 blessés

- 22 juin 2013 : à 22 heures heure locale, des talibans déguisés en policiers ont fait irruption dans un des camps de base du Nanga Parbat, et ont abattu neuf alpinistes étrangers[82].

- 22 septembre : une faction talibane revendique un attentat dans une église de Peshawar. Cette attaque, la plus meurtrière contre la communauté chrétienne du pays, fait 82 morts[83].

### 2014
- 8 au 9 juin : Assaut contre l’aéroport international Jinnah faisant un minimum de 34 tués dont les 10 assaillants[84].
- 16 décembre : L'école militaire de Peshawar est victime d'une attaque qui a lieu le 16 décembre 2014 dans une école publique de l'armée à Peshawar, dans la province de Khyber Pakhtunkhwa, au Pakistan. Elle a été revendiquée par le Jamaat-ul-Ahrar, un groupe dissident du Tehrik-e-Taliban Pakistan, et s'inscrit dans le contexte de l'insurrection islamiste.

Selon le bilan officiel, il y aurait eu 141 personnes tuées, dont 132 enfants. Ce bilan en fait l'attaque terroriste la plus meurtrière de l'histoire du Pakistan, surpassant l'attentat du 18 octobre 2007 à Karachi.

### 2015
- 15 mars : double attentat contre une église catholique et une église évangéliste à Lahore. Le bilan est de 17 morts et 70 blessés. Le jeune Akash Bashir est tué dans un des deux attentats, en l'empêchant d'être bien plus meurtrier[86].

### 2016
- 20 janvier : L'université Bacha Khan de la ville de Charsadda est attaqué. Il y a au moins 21 victimes[87]. À 9 h 30, un commando de talibans pakistanais fait irruption dans l'enceinte de l'université Bacha Khan et ouvre le feu sur les étudiants et professeurs se trouvant à l'intérieur[87]. Selon les témoignages d'étudiants, un jeune professeur de chimie, Syed Hamid Husain, se serait interposé arme à la main pour protéger ses élèves, avant de succomber sous les balles. Depuis le massacre de l'école militaire de Peshawar, en 2014, les enseignants du nord-ouest du pays sont autorisés à porter une arme dans leur classe[87]. L'intervention de la police, longue de deux heures, se termine par la mort de tous les assaillants. Il y a au moins 21 victimes parmi les élèves et professeurs[87]. Voir Attaque de l'université de Charsadda.

- 27 mars : un attentat-suicide à l'entrée d'un parc de Lahore où des familles chrétiennes célébraient la fête de Pâques fait au moins 72 personnes dont 29 enfants ont été tuées et près de 340 autres ont été blessées.. L'attaque est revendiquée par une faction islamiste liée aux Talibans[88]. Voir Attentat du 27 mars 2016 à Lahore.
- 8 août : un attentat-suicide et une fusillade ont lieu à l’hôpital civil de Quetta, la capitale du Baloutchistan, au Pakistan. Cet attentat fait 70 morts et plus de 110 blessés[89]. Voir Attentat du 8 août 2016 à Quetta.
- 16 septembre : un kamikaze déclenche une charge explosive lors de la prière du vendredi devant une mosquée tuant au moins 25 personnes à Butmana, dans le district tribal de Mohmand une zone frontalière de l'Afghanistan au nord-ouest du Pakistan. 35 autres personnes sont blessés[90]. Voir Attentat de la mosquée de Butmaïna.

### 2017
- 13 février : au moins 10 personnes sont mortes et 71 blessés lorsqu'une explosion fauche des manifestants en plein centre de Lahore. L'attentat est revendiqué par les talibans[91].
- 16 février : un attentat revendiqué par l'EI dans un sanctuaire soufi à Sehwan fait 90 morts[92]. Voir Attentat du sanctuaire de La'l Shahbâz Qalandar.
- 23 février : une bombe explose dans un centre commercial de Lahore, faisant au moins 15 morts et 20 blessés[93].
- 31 mars : l'explosion d'une voiture piégée aux abords d'un marché à Parachinar, au nord-ouest du Pakistan, fait 22 morts et 57 blessés[94].
- 5 avril : au moins 4 personnes sont mortes dans un attentat à la bombe à Lahore contre une équipe de recenseurs[95].
- 25 avril : un attentat à la bombe visant un minibus dans le nord-ouest du Pakistan fait au moins 13 morts et plusieurs blessés[96],[97].
- 12 mai : au moins 17 personnes sont tuées et 30 autres blessés dans une explosion dans la province instable du Baloutchistan visant un convoi transportant le vice-président du Sénat pakistanais Maulana Abdul Ghafoor Haidari. Voir : Attentat de Mastung (2017) [98].
- 23 juin : une série d'attentats des talibans pakistanais à Karachi, Parachinar et Quetta fait 94 morts. Voir Attentats du 23 juin 2017 au Pakistan.
- 17 décembre : un attentat-suicide en pleine messe dominicale dans une église méthodiste de Quetta fait 8 morts et 30 blessés[99].

## 2018
- 13 juillet : l'Attentat de Mastung et Bannu (2018) fait 154 morts, l'attentat sera revendiquée par l'EI

### 2019
- 12 avril : à Quetta, la capitale du Baloutchistan, au moins 20 personnes sont tuées, dont 2 enfants, et 40 autres blessées lors de l'explosion d'une bombe dans un marché revendiquée par une faction des talibans pakistanais[100],[101] voir : Attentat de Quetta (2019)

## 2022
- L'Attentat de Kocha Risaldar contre une mosquée chiite fait 63 morts